# Sandman Mystery Theatre
Sandman Mystery Theatre es una serie estadounidense de comic-books creada por Matt Wagner y publicada por Vertigo Comics, el sello de DC Comics dirigido a un público adulto, de la que aparecieron 70 números entre 1993 y 1999. En los guiones, además de Wagner, participó Steven T. Seagle. La realización gráfica de la serie corrió a cargo de varios dibujantes, entre los que destacan Guy Davis, John Watkiss y R.G. Taylor
Relata las aventuras del personaje Sandman, nombre tras el que se oculta Wesley Dodds, un millonario que hace de detective en sus ratos libres, esconde su verdadera identidad detrás de una máscara antigás, y utiliza como arma una pistola que dispara gas adormecedor. Este personaje ya había aparecido en comic-books de DC en los años 40, sin demasiada fortuna, pero, gracias al éxito de la serie The Sandman de Neil Gaiman (cuyo protagonista, pese a llevar el mismo nombre, es completamente diferente), se decidió revitalizarlo a principios de los años 90.  
Las aventuras de Sandman tienen lugar en la Nueva York de los años 30, en una atmósfera semejante a la de las películas de cine negro y de la narrativa pulp. Los personajes principales son Wesley Dodds (identidad secreta de Sandman) y su novia Dian Belmont, hija del fiscal del distrito. La serie se compone de historias autoconclusivas de unos cuatro comic-books de duración (los diferentes casos a que Sandman ha de enfrentarse), en los que se abordan temas adultos como el aborto, la homosexualidad o los prejuicios raciales. 
Los dos personajes de DC llamados Sandman, Wesley Dodds y Morfeo de los Eternos, se encontraron en un comic-book especial de un solo número, Sandman Midnight Theatre, guionizado por Gaiman y Wagner y publicado en 1996. Dodds obtuvo la habilidad de tener visiones proféticas luego de ese encuentro.
Un moribundo Wesley Dodds aparece al principio de la historieta Kingdom Come asolado por visiones apocalípticas de un desastre inminente; antes de morir le traspasa la habilidad de tener visiones a su amigo el padre McCoy.

## Títulos publicados en español
- Sandman Teatro de Misterio. Ediciones Zinco, 1995/ Planeta DeAgostini, 2006. Corresponde al número especial Sandman Mystery Theatre Annual N° 1, fuera de la serie y en el que colaboraron varios dibujantes.
- La tarántula. Norma Editorial, 1998. Corresponde a los números 1 al 4 de la serie.
- La cara. Norma Editorial, 1999. Corresponde a los números 5 al 8 de la serie.
- La bestia. Norma Editorial, 1999. Corresponde a los números 9 al 12 de la serie.
- La vamp. Planeta DeAgostini, 2005. Corresponde a los números 13 al 16 de la serie.
- El escorpión. Planeta DeAgostini, 2006. Corresponde a los números 17 al 20 de la serie.
- Dr. Muerte. Planeta de Agostini, 2006. Corresponde a los números 21 al 24 de la serie.
- La noche del carnicero. Planeta DeAgostini, 2006. Corresponde a los números 25 al 28 de la serie.
- Hourman. Planeta DeAgostini, 2006. Corresponde a los números 29 al 32 de la serie.
- Pitón. Planeta DeAgostini, 2006. Corresponde a los números 33 al 36 de la serie.
- La niebla. Planeta DeAgostini, 2006. Corresponde a los números 37 al 40 de la serie.
- El fantasma de la feria. Planeta DeAgostini, 2007. Corresponde a los números 41 al 44 de la serie.
- El halcón negro. Planeta DeAgostini, 2007. Corresponde a los números 45 al 48 de la serie.
- El regreso del fantasma escarlata. Planeta DeAgostini, 2007. Corresponde a los números 49 al 52 de la serie.
- La bruja. Planeta DeAgostini, 2007. Corresponde a los números 53 al 56 de la serie.

- Datos: Q2084104

- El cañón. Planeta DeAgostini, 2007. Corresponde a los números 57 al 60 de la serie.
- La ciudad. Planeta DeAgostini, 2007. Corresponde a los números 61 al 64 de la serie.
- El duende y el héroe. Planeta DeAgostini, 2007. Corresponde a los números 65 al 70 de la serie.